# عميد (الولايات المتحدة)
العميد (بالإنجليزية: brigadier general)‏ هو ضابط عام بنجمة واحدة في القوات المسلحة الأمريكية، وجيش الولايات المتحدة، ومشاة البحرية، والقوات الجوية، والقوات الفضائية.

## التاريخ
كانت رتبة عميد موجودة في الجيش الأمريكي منذ إنشاء الجيش القاري في يونيو 1775. ولمنع الأخطاء في التعرف على الضباط، صدر أمر عام في 14 يوليو 1775 يقضي بأن يرتدي العميد شريطًا، بين المعطف والصدرية، وردي اللون.